# 玛尔大与玛利亚·玛达肋纳 (卡拉瓦乔)
《玛尔大与玛利亚·玛达肋纳》是意大利巴洛克艺术大师卡拉瓦乔的一幅布面油画，绘制于约 1598 年。现藏于底特律艺术学院。
卡拉瓦乔绘制这幅画时，当时他是德尔蒙特枢机主教的随从。1971 年 6 月 25 日，这幅画在伦敦佳士得拍卖行出售。 1973 年由底特律艺术学院收购。
这幅画描绘新约圣经中的玛尔大和玛利亚姐妹俩。玛尔大的脸被阴影笼罩，身体前倾，玛利亚身穿红衣，手持镜子，手指间旋转着一朵橙花，象征着她即将放弃的虚荣心。桌上陈列着威尼斯镜子、象牙梳子和带海绵的盘子。 